# Biblioservice
Biblioservice Gelderland is de provinciale serviceorganisatie die Gelderse bibliotheken ondersteunt. 
De organisatie is gevestigd te Arnhem. Ze wordt gesubsidieerd door de provincie Gelderland en haalt inkomsten uit de (bibliotheek)markt.
Taak is ondersteuning van de 22 Gelderse openbare bibliotheken bij de realisatie van hun culturele en maatschappelijke taken en doelstellingen. Tevens verzorgt men dienstverlening aan bibliotheekhoudende instellingen zoals scholen en zorgcentra en aan leeskringen. 
De producten en diensten die Biblioservice Gelderland ontwikkelt en levert zijn erop gericht de culturele en maatschappelijke informatiefunctie van de bibliotheken te versterken en het werken in bibliotheeknetwerken te bevorderen.
Daarnaast voert Biblioservice projecten uit die het hele netwerk van bibliotheken ten goede komen, zoals: campagnes voor ledenbehoud en projecten op gebied van leesbevordering, mediawijsheid en laaggeletterdheid. Zij werkt samen met andere instellingen op sociaal-cultureel terrein. 
Biblioservice verzorgt ook de service van de bibliobussen. Die zijn voor jong en oud een belangrijke toegangspoort tot informatie op het platteland.
Er werken circa 125 medewerkers. Directeur was Duco van Minnen.
Biblioservice Gelderland maakt evenals de Overijsselse Bibliotheek Dienst onderdeel uit van Rijnbrink.

## Externe verwijzingen
- Biblioservice Gelderland
- Rijnbrink